# Cartonema spicatum
Cartonema spicatum är en himmelsblomsväxtart som beskrevs av Robert Brown. Cartonema spicatum ingår i släktet Cartonema och familjen himmelsblomsväxter. Inga underarter finns listade.

## Bildgalleri

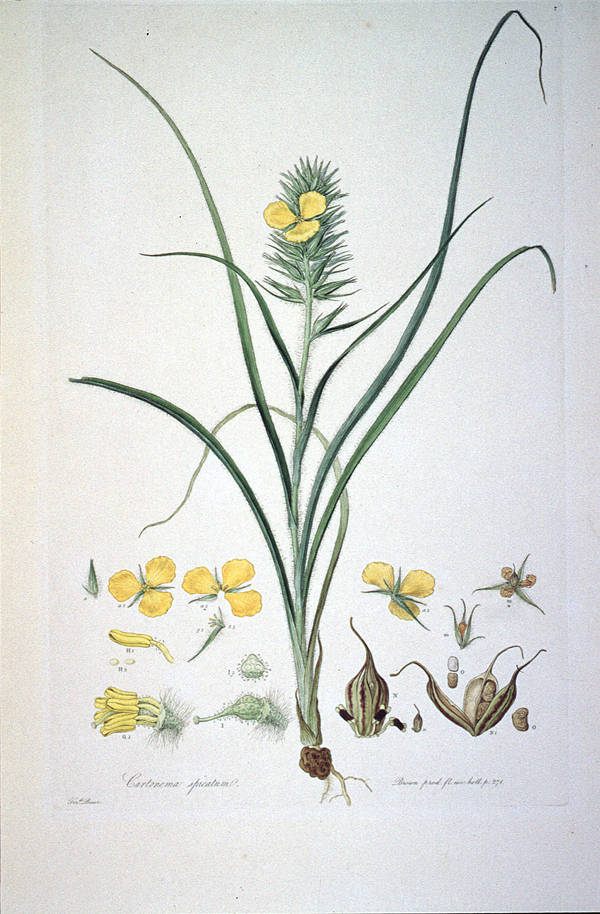